# Staříč (Bělá)
Der Staříč (deutsch Staritz) ist ein linker Nebenfluss der Bělá in Tschechien und zugleich dessen größter Zufluss.

## Verlauf
Der Staříč entspringt als Jesenný potok am Nordosthang des Smrk im Reichensteiner Gebirge. Sein Quellgrund befindet sich nördlich der Luční chata (Wiesenbaude) zwischen dem Luční vrch (Wiesenberg, 995 m), Smrk (Fichtlich, 1125 m) und der Lví hora (Löwenkuppe, 1040 m). Der Jesenný potok fließt zunächst nach Nordosten, wendet sich dann am Himbeerenberg gegen Südost und bildet den Grund Dlouhá dolina. Die erste Ortschaft an seinem Lauf ist Horní Lipová (Ober-Lindewiese). Hier mündet der Vápenný potok (Logenbach) ein, ab dem Zusammenfluss führt der nun nach Osten verlaufende Bach den Namen Staříč. Ab Horní Lipová  führt die aus dem Tal des Vražedný potok kommende und hier als Schlesische Semmeringbahn bezeichnete Bahnstrecke Hanušovice–Głuchołazy (Hannsdorf–Ziegenhals) entlang des Baches. Zugleich bildet der Staříč  auch die geographische Grenze zwischen dem Reichensteiner Gebirge und Altvatergebirge. Nachfolgend erstrecken sich im breiter werden Tal des Staříč die Orte Lipová-lázně (Bad Lindewiese) und Dolní Lipová (Nieder-Lindewiese). Vorbei an Bobrovník (Biberteich) erreicht der Staříč schließlich Jeseník (Freiwaldau), wo er nach 14,9 Kilometern nördlich des Stadtzentrums in die Bělá (Biele) mündet.

## Zuflüsse
- Vápenný potok (r), Horní Lipová
- Vražedný potok, auch Ramzovský potok (r), Horní Lipová
- Miroslavský potok (r), Horní Lipová
- Gräfenberger Bach (l), Jeseník